# Antonin Sertillanges
Antonin-Gilbert Sertillanges (ur. 16 listopada 1863, zm. 26 lipca 1948) – francuski filozof i dominikanin, profesor filozofii moralnej Instytutu Katolickiego w Paryżu, przedstawiciel neotomizmu. W latach 1923–1929 przebywał w klasztorach poza Francją.

## Dzieła
Do jego najważniejszych dzieł należały: Socialisme et christianisme (1905, książka polemiczna z socjalizmem, któremu przeciwstawiał katolicke rozwiązania oparte na tomizmie, w tym takie pojęcia, jak wolność, własność i solidarność), St Thomas d'Aquin (1910), Vie intelectuelle (Życie umysłowe, 1922), Catechisme des incroyants (Katechizm niewierzących, 1930), Dieu ou rien (Bóg lub nic, 1932).

## Wznowienia
Redagowane przez Pascale-Dominique Nau OP.
- L'Art et la morale, Roma, 2017.
- La vie catholique I & II, Roma, 2017.
- L'Église I & II, Roma, 2017.
- L'amour chrétien, Roma, 2017.